# Fritz Geiger
Fritz Geiger (* 5. August 1924 in Oberstdorf; † 4. Februar 1980 ebenda) war ein deutscher Sportfunktionär und Kurdirektor von Oberstdorf sowie Politiker (CSU).

## Leben
Geiger war von 1956 bis 1980 Kurdirektor in Oberstdorf und von 1968 bis 1980 Präsident der Deutschen Eislauf-Union (DEU). Nach ihm benannt wurde die große Eishalle des Bundesleistungszentrums für Eiskunstlauf in Oberstdorf sowie die alljährlich vergebene Fritz-Geiger-Erinnerungstrophäe im Rahmen der Nebelhorn Trophy in Oberstdorf.
Dreimal war Geiger Mannschaftsführer der deutschen Eiskunstläufer bei den Olympischen Spielen 1968, 1972 und 1976. 1980 in Lake Placid sollte er dieses Amt ebenfalls innehaben. Geiger starb jedoch nur wenige Tage vorher im Alter von 55 Jahren.